# Гусев, Сергей Евгеньевич
Серге́й Евге́ньевич Гу́сев (укр. Сергій Євгенович Гусєв; 1 июля 1967, Одесса) — советский и украинский футболист, нападающий. Мастер спорта.

## Карьера
Воспитанник футбольной школы «Черноморца» и тренеров Г. С. Бурсакова и И. В. Иваненко.

### В клубах
В дублирующий состав «Черноморца» попал в 1984 году. После военной службы в одесском СКА вернулся в «Черноморец», за который в 1988—1991 годах сыграл 39 матчей и забил 3 гола в высшей лиге СССР. В начале сезона 1991 года перешёл в тираспольский «Тилигул», где забил за сезон 25 голов и победил в споре бомбардиров первой лиги.
В 1992 году вернулся в «Черноморец» и в сезоне 1992/93 с 17 голами стал лучшим бомбардиром чемпионата Украины, а также стал обладателем Кубка Украины. После этого уехал за границу, играл в клубах Турции, Израиля, России, Молдавии. Заканчивал карьеру в любительском клубе «Сигнал» (Одесса), за который играл до 2003 года.

### В сборной
За сборную Украины сыграл 5 игр.
Дебютировал 29 апреля 1992 года в товарищеском матче со сборной Венгрии (1:3), заменив на 69-й минуте Сергея Щербакова. Это был первый матч в истории сборной Украины.
Свой последний матч за сборную провёл 26 июня 1993 года против сборной Хорватии (1:3). Был заменен в перерыве после первого тайма Сергеем Ковальцом.
| Матчи в составе сборной Украины по футболу | Матчи в составе сборной Украины по футболу | Матчи в составе сборной Украины по футболу | Матчи в составе сборной Украины по футболу | Матчи в составе сборной Украины по футболу | Матчи в составе сборной Украины по футболу | Матчи в составе сборной Украины по футболу | Матчи в составе сборной Украины по футболу | Матчи в составе сборной Украины по футболу | Матчи в составе сборной Украины по футболу | Матчи в составе сборной Украины по футболу | Матчи в составе сборной Украины по футболу | Матчи в составе сборной Украины по футболу |
| N                                          | №                                          | Дата                                       | Место                                      | Турнир                                     | Соперник                                   | Счёт                                       | Голы                                       | Минуты                                     | Замены                                     | Наказания                                  | Клуб                                       | Примечание                                 |
| ------------------------------------------ | ------------------------------------------ | ------------------------------------------ | ------------------------------------------ | ------------------------------------------ | ------------------------------------------ | ------------------------------------------ | ------------------------------------------ | ------------------------------------------ | ------------------------------------------ | ------------------------------------------ | ------------------------------------------ | ------------------------------------------ |
| 1                                          | 1                                          | 29.04.1992                                 | Украина, Ужгород, «Авангард»               | Товарищеский матч                          | Венгрия                                    | 1 : 3                                      |                                            | 22                                         | 69'                                        |                                            | «Черноморец» (Одесса)                      |                                            |
| 2                                          | 3                                          | 26.08.1992                                 | Венгрия, Ньиредьхаза, «Городской»          | Товарищеский матч                          | Венгрия                                    | 1 : 2                                      |                                            | 24                                         | 67'                                        |                                            | «Черноморец» (Одесса)                      |                                            |
| 3                                          | 4                                          | 28.10.1992                                 | Беларусь, Минск, «Динамо»                  | Товарищеский матч                          | Беларусь                                   | 1 : 1                                      |                                            | 45                                         | 46'                                        |                                            | «Черноморец» (Одесса)                      |                                            |
| 4                                          | 6                                          | 18.05.1993                                 | Литва, Вильнюс, «Жальгирис»                | Товарищеский матч                          | Литва                                      | 2 : 1                                      |                                            | 5                                          | 86'                                        |                                            | «Черноморец» (Одесса)                      |                                            |
| 5                                          | 7                                          | 26.06.1993                                 | Хорватия, Загреб, «Максимир»               | Товарищеский матч                          | Хорватия                                   | 1 : 3                                      |                                            | 45                                         | 46'                                        |                                            | «Черноморец» (Одесса)                      |                                            |
| Итого:                                     | Итого:                                     | Итого:                                     | 5 игр; +1 =1 −3; голы 6:10 (−4)            | 5 игр; +1 =1 −3; голы 6:10 (−4)            | 5 игр; +1 =1 −3; голы 6:10 (−4)            | 5 игр; +1 =1 −3; голы 6:10 (−4)            |                                            | 141 мин.                                   | 141 мин.                                   |                                            |                                            |                                            |

### Тренерская
Окончил Одесский педагогический институт имени К. Д. Ушинского. С 2006 года — тренер в СДЮШОР «Черноморца».

## Достижения

### Личные
- Лучшие бомбардир Первая лига СССР по футболу (1): 1991.
- Лучшие бомбардир чемпионата Украины по футболу (1): 1992/1993.

## Семья
Жена Алла, дочь Анастасия (1990 г.р.), сын Никита (1994 г.р.)